# Fornpersiska
Fornpersiska är en av de två belagda formerna av forniranska språk. Fornpersiskan förekommer främst i inskrifter, lertavlor och sigill från akemeniderriket (cirka 600 f.Kr. till 300 f.Kr.) Exempel på fornpersiska har hittats i nuvarande Iran, Irak, Turkiet och Egypten. 

## Klassificering
Inom den jämförande språkforskningen klassificeras fornpersiskan som ett sydvästiranskt språk, inom gruppen iranska språk, som är en av de två undergrupperna av indoiranska språk. De indoiranska språken är i sin tur en av grenarna av den indoeuropeiska språkfamiljen. Även om dagens persiska och hindi inte påminner så mycket om varandra var fornpersiska och sanskrit mycket lika varandra. Däremot saknade fornpersiskan retroflexa konsonanter och aspirerade klusiler och ”han blir” på sanskrit heter bhavati men bavatiy (med ett stumt -y) på fornpersiska, där bh- på sanskrit representerar en aspirerad klusil som saknas på fornpersiska.
Till skillnad från avestiskan, som är det andra belagda forniranska språket, förblev fornpersiskan ett levande språk. Vid slutet av den akemenidiska perioden har fornpersiskan börjat utvecklas till medelpersiska, som så småningom blev statsspråket i sassaniderriket (200-talet till 600-talet e.Kr.) Medelpersiskan är i sin tur föregångaren till den nutida persiskan. 
Fornpersiskan hade "förmodligen" ett mediskt språksubstrat.  Det mediska elementet kan tydligt idenitfieras eftersom mediskan inte deltog i de utvecklingar som var särskiljande för fornpersiskan. Mediska former "återfinns endast i personnamn eller geografiska namn [...] och vissa är typiskt från religiösa ordförråd och kan därför i princip också ha influerats av avestiska." "Ibland återfinns både mediska och fornpersiska former, vilket gav fornpersiskan ett något förvirrande och inkonsekvent utseende: 'häst,' exempelvis, förekommer både som asa (fornpers.) och aspa (med.)." 

## Skrift

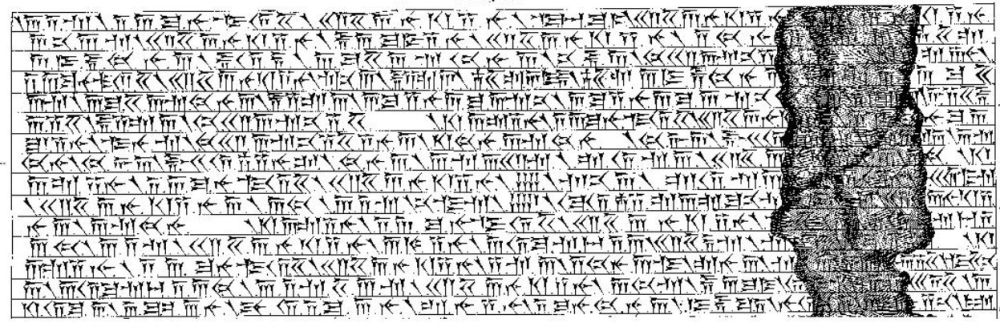
Avbildning av första spalten i Behistuninskriften

Fornpersiska skrevs från vänster till höger i fornpersisk kilskrift, en semialfabetisk stavelsekilskrift. Kilskriften som används var skapad för språket. Det vill säga att tecknen är kilskriftstecken (med formen lånad från akkadiska) men med andra betydelser. Fornpersisk kilskrift innehåller 36 tecken som representerar  konsonanter, vokaler, eller följder av enkla konsonanter plus vokaler, en uppsättning av tre siffror (1, 10, 100), en ordavskiljare och några ideogram.

## Fonologi
Följande fonem uttrycks i den fornpersiska skriften:
Vokaler
- Långa: /aː/ /iː/ /uː/
- Korta: /a/ /i/ /u/

Konsonanter (till vänster bokstaven i vanlig transkribering, till höger tecknet för fonemet i Internationella fonetiska alfabetet)
|             | Labial | Labial | Dental/ Alveolar | Dental/ Alveolar | Palatal | Palatal | Velar | Velar | Glottal | Glottal |
| ----------- | ------ | ------ | ---------------- | ---------------- | ------- | ------- | ----- | ----- | ------- | ------- |
| Klusil      | p /p/  | b /b/  | t /t/            | d /d/            | c /c/   | j /ɟ/   | k /k/ | g /g/ |         |         |
| Nasal       |        | m /m/  |                  | n /n/            |         |         |       |       |         |         |
| Frikativor  | f /f/  |        | θ /θ/            |                  | ç /ç/   |         | x /x/ |       | h /h/   |         |
| Sibilant    |        |        | s /s/            | z /z/            | š /ʃ/   |         |       |       |         |         |
| Rhotisk     |        |        |                  | r /r/            |         |         |       |       |         |         |
| Approximant |        | v /ʋ/  |                  | l /l/            |         | y /j/   |       |       |         |         |

## Grammatik

### Substantiv
Fornpersiska stammar:

- a-stammar (-a, -am, -ā)
- i-stammar (-iš, iy)
- u- (och au-) stammar (-uš, -uv)
- konsonantstammar  (n, r, h)

|                | -a           | -a      | -a       | -am          | -am     | -am      | -ā     | -ā     | -ā     |
| Singular       | Dualis       | Plural  | Singular | Dualis       | Plural  | Singular | Dualis | Plural |        |
| -------------- | ------------ | ------- | -------- | ------------ | ------- | -------- | ------ | ------ | ------ |
| Nominativ      | -a           | -ā      | -ā, -āha | -am          | -ā      | -ā       | -ā     | -ā     | -ā     |
| Vokativ        | -ā           | -ā      | -ā       | -am          | -ā      | -ā       | -ā     | -ā     | -ā     |
| Ackusativ      | -am          | -ā      | -ā       | -am          | -ā      | -ā       | -ām    | -ā     | -ā     |
| Instrumentalis | -ā           | -aibiyā | -aibiš   | -ā           | -aibiyā | -aibiš   | -āyā   | -ābiyā | -ābiš  |
| Dativ          | -ahyā, -ahya | -aibiyā | -aibiš   | -ahyā, -ahya | -aibiyā | -aibiš   | -āyā   | -ābiyā | -ābiš  |
| Ablativ        | -ā           | -aibiyā | -aibiš   | -ā           | -aibiyā | -aibiš   | -āyā   | -ābiyā | -ābiš  |
| Genitiv        | -ahyā, -ahya | -āyā    | -ānām    | -ahyā, -ahya | -āyā    | -ānām    | -āyā   | -āyā   | -ānām  |
| Lokativ        | -aiy         | -āyā    | -aišuvā  | -aiy         | -āyā    | -aišuvā  | -āyā   | -āyā   | -āšuvā |

|                | -iš    | -iš    | -iš      | -iy    | -iy    | -iy      | -uš    | -uš    | -uš      | -uv    | -uv    | -uv    |
| Singular       | Dualis | Plural | Singular | Dualis | Plural | Singular | Dualis | Plural | Singular | Dualis | Plural |        |
| -------------- | ------ | ------ | -------- | ------ | ------ | -------- | ------ | ------ | -------- | ------ | ------ | ------ |
| Nominativ      | -iš    | -īy    | -iya     | -iy    | -in    | -īn      | -uš    | -ūv    | -uva     | -uv    | -un    | -ūn    |
| Vokativ        | -i     | -īy    | -iya     | -iy    | -in    | -īn      | -u     | -ūv    | -uva     | -uv    | -un    | -ūn    |
| Ackusativ      | -im    | -īy    | -iš      | -iy    | -in    | -īn      | -um    | -ūv    | -ūn      | -uv    | -un    | -ūn    |
| Instrumentalis | -auš   | -ībiyā | -ībiš    | -auš   | -ībiyā | -ībiš    | -auv   | -ūbiyā | -ūbiš    | -auv   | -ūbiyā | -ūbiš  |
| Dativ          | -aiš   | -ībiyā | -ībiš    | -aiš   | -ībiyā | -ībiš    | -auš   | -ūbiyā | -ūbiš    | -auš   | -ūbiyā | -ūbiš  |
| Ablativ        | -auš   | -ībiyā | -ībiš    | -auš   | -ībiyā | -ībiš    | -auv   | -ūbiyā | -ūbiš    | -auv   | -ūbiyā | -ūbiš  |
| Genitiv        | -aiš   | -īyā   | -īnām    | -aiš   | -īyā   | -īnām    | -auš   | -ūvā   | -ūnām    | -auš   | -ūvā   | -ūnām  |
| Lokativ        | -auv   | -īyā   | -išuvā   | -auv   | -īyā   | -išuvā   | -āvā   | -ūvā   | -ušuvā   | -āvā   | -ūvā   | -ušuvā |

Adjektiv böjs på liknande sätt.

### Verb
Diateser

Aktivum, medium (tematisk presens -aiy-, -ataiy-), passivum (-ya-).
I fornpersiskan användes främst formerna i första och tredje person. Den enda dualisform som användes var ajīvatam 'båda levde'.
|        |          | Atematiska | Tematiska |
| 'vara' | 'bringa' |            |           |
| ------ | -------- | ---------- | --------- |
| sg.    | 1.pers.  | ahmiy      | barāmiy   |
| sg.    | 3.pers.  | astiy      | baratiy   |
| pl.    | 1.pers.  | ahmahiy    | barāmahiy |
| pl.    | 3.pers.  | hatiy      | baratiy   |

|        |             | Atematiska | Tematiska |
| 'göra' | 'vara, bli' |            |           |
| ------ | ----------- | ---------- | --------- |
| Sg.    | 1.pers.     | akunavam   | abavam    |
| Sg.    | 3.pers.     | akunauš    | abava     |
| Pl.    | 1.pers.     | akumā      | abavāmā   |
| Pl.    | 3.pers.     | akunava    | abava     |

| Aktivum | Medium |
| ------- | ------ |
| -nt-    | -amna- |

| -ta- |

| -tanaiy |

## Ordförråd
| Protoindoiranska | fornpersiska | medelpersiska | modern persiska | betydelse    |
| ---------------- | ------------ | ------------- | --------------- | ------------ |
| *açva            | aspa         | asb           | asb             | häst         |
| *kāma            | kāma         | kām           | kām             | begär        |
| *daiva           | daiva        | div           | div             | demon        |
|                  | drayah       | drayā         | daryā           | hav          |
|                  | dasta        | dast          | dast            | hand         |
| *bhāgī           | bāji         | bāj           | bāj             | tribut       |
| *bhrātr-         | brātar       | brādar        | barādar         | bror         |
| *bhūmī           | būmi         | būm           | būm             | region, land |
| *martya          | martya       | mard          | mard            | man          |
| *māsa            | māha         | māh           | māh             | måne, månad  |
| *vāsara          | vāhara       | Bahār         | bahār           | vår          |
|                  | stūnā        | stūn          | sotūn           | kolumn       |
|                  | šiyāta       | šhād          | šhād            | lycka        |
| *arta            | arta         | ard           | ord             | sanning      |
| *draugh-         | drauga       | drōgh         | dorōgh          | lögn         |